# Список астероїдів (22901—23000)
| Назва                                  | Тимчасове позначення | Дата відкриття    | Місце відкриття                         | Відкривач                   |
| -------------------------------------- | -------------------- | ----------------- | --------------------------------------- | --------------------------- |
| 22901 Іванбелла (Ivanbella)            | 1999 TY15            | 12 жовтня 1999    | Обсерваторія Ондржейов                  | Петер Кушнірак, Петр Правец |
| (22902) 1999 TH17                      | 1999 TH17            | 15 жовтня 1999    | Вішнянська обсерваторія                 | Корадо Корлевіч             |
| (22903) 1999 TU18                      | 1999 TU18            | 14 жовтня 1999    | Астрономічна обсерваторія Монте-Аґліале | Сауро Донаті                |
| (22904) 1999 TL19                      | 1999 TL19            | 9 жовтня 1999     | Касіхара                                | Фуміякі Уто                 |
| 22905 Лісініотосо (Liciniotoso)        | 1999 TO19            | 14 жовтня 1999    | Фарра-д'Ізонцо                          | Фарра-д'Ізонцо              |
| 22906 Лізаюкіс (Lisauckis)             | 1999 TQ25            | 3 жовтня 1999     | Сокорро (Нью-Мексико)                   | LINEAR                      |
| 22907 ван Вортейсен (van Voorthuijsen) | 1999 TL26            | 3 жовтня 1999     | Сокорро (Нью-Мексико)                   | LINEAR                      |
| 22908 Байєфскі-Ананд (Bayefsky-Anand)  | 1999 TK27            | 3 жовтня 1999     | Сокорро (Нью-Мексико)                   | LINEAR                      |
| 22909 Ґонґмюнґлі (Gongmyunglee)        | 1999 TJ28            | 4 жовтня 1999     | Сокорро (Нью-Мексико)                   | LINEAR                      |
| 22910 Жуйван (Ruiwang)                 | 1999 TM30            | 4 жовтня 1999     | Сокорро (Нью-Мексико)                   | LINEAR                      |
| 22911 Джонпардон (Johnpardon)          | 1999 TX30            | 4 жовтня 1999     | Сокорро (Нью-Мексико)                   | LINEAR                      |
| 22912 Нораксу (Noraxu)                 | 1999 TF31            | 4 жовтня 1999     | Сокорро (Нью-Мексико)                   | LINEAR                      |
| 22913 Брокман (Brockman)               | 1999 TO32            | 4 жовтня 1999     | Сокорро (Нью-Мексико)                   | LINEAR                      |
| 22914 Tsunanmachi                      | 1999 TU36            | 13 жовтня 1999    | Станція Андерсон-Меса                   | LONEOS                      |
| (22915) 1999 TA40                      | 1999 TA40            | 3 жовтня 1999     | Каталінський огляд                      | Каталінський огляд          |
| (22916) 1999 TX40                      | 1999 TX40            | 5 жовтня 1999     | Каталінський огляд                      | Каталінський огляд          |
| (22917) 1999 TA77                      | 1999 TA77            | 10 жовтня 1999    | Обсерваторія Кітт-Пік                   | Spacewatch                  |
| (22918) 1999 TZ80                      | 1999 TZ80            | 11 жовтня 1999    | Обсерваторія Кітт-Пік                   | Spacewatch                  |
| 22919 Шувань (Shuwan)                  | 1999 TR91            | 2 жовтня 1999     | Сокорро (Нью-Мексико)                   | LINEAR                      |
| 22920 Кейтдункан (Kaitduncan)          | 1999 TF94            | 2 жовтня 1999     | Сокорро (Нью-Мексико)                   | LINEAR                      |
| 22921 Сиюаньлю (Siyuanliu)             | 1999 TG95            | 2 жовтня 1999     | Сокорро (Нью-Мексико)                   | LINEAR                      |
| 22922 Софіцай (Sophiecai)              | 1999 TF97            | 2 жовтня 1999     | Сокорро (Нью-Мексико)                   | LINEAR                      |
| 22923 Кетрінблер (Kathrynblair)        | 1999 TM97            | 2 жовтня 1999     | Сокорро (Нью-Мексико)                   | LINEAR                      |
| 22924 Дешпанде (Deshpande)             | 1999 TH101           | 2 жовтня 1999     | Сокорро (Нью-Мексико)                   | LINEAR                      |
| (22925) 1999 TH104                     | 1999 TH104           | 3 жовтня 1999     | Сокорро (Нью-Мексико)                   | LINEAR                      |
| (22926) 1999 TK106                     | 1999 TK106           | 4 жовтня 1999     | Сокорро (Нью-Мексико)                   | LINEAR                      |
| 22927 Блюетт (Blewett)                 | 1999 TW110           | 4 жовтня 1999     | Сокорро (Нью-Мексико)                   | LINEAR                      |
| 22928 Темплей (Templehe)               | 1999 TS111           | 15 жовтня 1999    | Сокорро (Нью-Мексико)                   | LINEAR                      |
| 22929 Шонвол (Seanwahl)                | 1999 TL126           | 4 жовтня 1999     | Сокорро (Нью-Мексико)                   | LINEAR                      |
| (22930) 1999 TN128                     | 1999 TN128           | 5 жовтня 1999     | Сокорро (Нью-Мексико)                   | LINEAR                      |
| (22931) 1999 TB132                     | 1999 TB132           | 6 жовтня 1999     | Сокорро (Нью-Мексико)                   | LINEAR                      |
| 22932 Оренбречер (Orenbrecher)         | 1999 TU136           | 6 жовтня 1999     | Сокорро (Нью-Мексико)                   | LINEAR                      |
| 22933 Мареверетт (Mareverett)          | 1999 TZ141           | 7 жовтня 1999     | Сокорро (Нью-Мексико)                   | LINEAR                      |
| (22934) 1999 TN155                     | 1999 TN155           | 7 жовтня 1999     | Сокорро (Нью-Мексико)                   | LINEAR                      |
| (22935) 1999 TO155                     | 1999 TO155           | 7 жовтня 1999     | Сокорро (Нью-Мексико)                   | LINEAR                      |
| 22936 Рікмакатчен (Ricmccutchen)       | 1999 TR172           | 10 жовтня 1999    | Сокорро (Нью-Мексико)                   | LINEAR                      |
| 22937 Наталіавелла (Nataliavella)      | 1999 TZ172           | 10 жовтня 1999    | Сокорро (Нью-Мексико)                   | LINEAR                      |
| 22938 Брілоренс (Brilawrence)          | 1999 TS173           | 10 жовтня 1999    | Сокорро (Нью-Мексико)                   | LINEAR                      |
| 22939 Гандлін (Handlin)                | 1999 TU173           | 10 жовтня 1999    | Сокорро (Нью-Мексико)                   | LINEAR                      |
| 22940 Чян (Chyan)                      | 1999 TF178           | 10 жовтня 1999    | Сокорро (Нью-Мексико)                   | LINEAR                      |
| (22941) 1999 TG194                     | 1999 TG194           | 12 жовтня 1999    | Сокорро (Нью-Мексико)                   | LINEAR                      |
| 22942 Алексакуртіс (Alexacourtis)      | 1999 TZ205           | 13 жовтня 1999    | Сокорро (Нью-Мексико)                   | LINEAR                      |
| (22943) 1999 TV209                     | 1999 TV209           | 14 жовтня 1999    | Сокорро (Нью-Мексико)                   | LINEAR                      |
| 22944 Сарамарцен (Sarahmarzen)         | 1999 TB216           | 15 жовтня 1999    | Сокорро (Нью-Мексико)                   | LINEAR                      |
| 22945 Шиковський (Schikowski)          | 1999 TY216           | 15 жовтня 1999    | Сокорро (Нью-Мексико)                   | LINEAR                      |
| (22946) 1999 TH218                     | 1999 TH218           | 15 жовтня 1999    | Сокорро (Нью-Мексико)                   | LINEAR                      |
| 22947 Керолсаг (Carolsuh)              | 1999 TW218           | 15 жовтня 1999    | Сокорро (Нью-Мексико)                   | LINEAR                      |
| 22948 Maidanak                         | 1999 TR222           | 2 жовтня 1999     | Станція Андерсон-Меса                   | LONEOS                      |
| (22949) 1999 TH238                     | 1999 TH238           | 4 жовтня 1999     | Каталінський огляд                      | Каталінський огляд          |
| (22950) 1999 TO241                     | 1999 TO241           | 4 жовтня 1999     | Каталінський огляд                      | Каталінський огляд          |
| 22951 Okabekazuko                      | 1999 TA243           | 4 жовтня 1999     | Станція Андерсон-Меса                   | LONEOS                      |
| 22952 Hommasachi                       | 1999 TF243           | 5 жовтня 1999     | Станція Андерсон-Меса                   | LONEOS                      |
| (22953) 1999 TW245                     | 1999 TW245           | 7 жовтня 1999     | Каталінський огляд                      | Каталінський огляд          |
| (22954) 1999 TU248                     | 1999 TU248           | 8 жовтня 1999     | Каталінський огляд                      | Каталінський огляд          |
| (22955) 1999 TH251                     | 1999 TH251           | 7 жовтня 1999     | Каталінський огляд                      | Каталінський огляд          |
| (22956) 1999 TK253                     | 1999 TK253           | 9 жовтня 1999     | Сокорро (Нью-Мексико)                   | LINEAR                      |
| 22957 Вайнтроб (Vaintrob)              | 1999 TR270           | 3 жовтня 1999     | Сокорро (Нью-Мексико)                   | LINEAR                      |
| 22958 Рогатґі (Rohatgi)                | 1999 TC288           | 10 жовтня 1999    | Сокорро (Нью-Мексико)                   | LINEAR                      |
| (22959) 1999 UY1                       | 1999 UY1             | 16 жовтня 1999    | Обсерваторія Фаунтін-Гіллс              | Чарльз Джулз                |
| (22960) 1999 UE4                       | 1999 UE4             | 27 жовтня 1999    | Вішнянська обсерваторія                 | Корадо Корлевіч             |
| (22961) 1999 UM14                      | 1999 UM14            | 29 жовтня 1999    | Каталінський огляд                      | Каталінський огляд          |
| (22962) 1999 UH15                      | 1999 UH15            | 29 жовтня 1999    | Каталінський огляд                      | Каталінський огляд          |
| (22963) 1999 UN24                      | 1999 UN24            | 28 жовтня 1999    | Каталінський огляд                      | Каталінський огляд          |
| (22964) 1999 UV28                      | 1999 UV28            | 31 жовтня 1999    | Обсерваторія Кітт-Пік                   | Spacewatch                  |
| (22965) 1999 UX40                      | 1999 UX40            | 16 жовтня 1999    | Сокорро (Нью-Мексико)                   | LINEAR                      |
| (22966) 1999 UM45                      | 1999 UM45            | 31 жовтня 1999    | Каталінський огляд                      | Каталінський огляд          |
| (22967) 1999 VK4                       | 1999 VK4             | 1 листопада 1999  | Каталінський огляд                      | Каталінський огляд          |
| (22968) 1999 VB5                       | 1999 VB5             | 5 листопада 1999  | Вішнянська обсерваторія                 | Корадо Корлевіч             |
| (22969) 1999 VD6                       | 1999 VD6             | 5 листопада 1999  | Обсерваторія Оїдзумі                    | Такао Кобаяші               |
| (22970) 1999 VT8                       | 1999 VT8             | 8 листопада 1999  | Обсерваторія Фаунтін-Гіллс              | Чарльз Джулз                |
| (22971) 1999 VY8                       | 1999 VY8             | 9 листопада 1999  | Обсерваторія Фаунтін-Гіллс              | Чарльз Джулз                |
| (22972) 1999 VR12                      | 1999 VR12            | 11 листопада 1999 | Обсерваторія Фаунтін-Гіллс              | Чарльз Джулз                |
| (22973) 1999 VW16                      | 1999 VW16            | 2 листопада 1999  | Обсерваторія Кітт-Пік                   | Spacewatch                  |
| (22974) 1999 VN21                      | 1999 VN21            | 12 листопада 1999 | Вішнянська обсерваторія                 | Корадо Корлевіч             |
| (22975) 1999 VR23                      | 1999 VR23            | 14 листопада 1999 | Обсерваторія Фаунтін-Гіллс              | Чарльз Джулз                |
| (22976) 1999 VY23                      | 1999 VY23            | 13 листопада 1999 | Касіхара                                | Фуміякі Уто                 |
| (22977) 1999 VF24                      | 1999 VF24            | 15 листопада 1999 | Обсерваторія Фаунтін-Гіллс              | Чарльз Джулз                |
| 22978 Нюреля (Nyrola)                  | 1999 VO24            | 14 листопада 1999 | Оберваторія Нірьоля                     | Обсерваторія Нюреля         |
| (22979) 1999 VG25                      | 1999 VG25            | 13 листопада 1999 | Обсерваторія Оїдзумі                    | Такао Кобаяші               |
| (22980) 1999 VL27                      | 1999 VL27            | 3 листопада 1999  | Каталінський огляд                      | Каталінський огляд          |
| 22981 Катц (Katz)                      | 1999 VN30            | 3 листопада 1999  | Сокорро (Нью-Мексико)                   | LINEAR                      |
| 22982 Еммаколл (Emmacall)              | 1999 VB31            | 3 листопада 1999  | Сокорро (Нью-Мексико)                   | LINEAR                      |
| 22983 Шлінґайде (Schlingheyde)         | 1999 VY34            | 3 листопада 1999  | Сокорро (Нью-Мексико)                   | LINEAR                      |
| (22984) 1999 VP36                      | 1999 VP36            | 3 листопада 1999  | Сокорро (Нью-Мексико)                   | LINEAR                      |
| (22985) 1999 VY48                      | 1999 VY48            | 3 листопада 1999  | Сокорро (Нью-Мексико)                   | LINEAR                      |
| (22986) 1999 VX50                      | 1999 VX50            | 3 листопада 1999  | Сокорро (Нью-Мексико)                   | LINEAR                      |
| 22987 Ребеккауфман (Rebeckaufman)      | 1999 VO53            | 4 листопада 1999  | Сокорро (Нью-Мексико)                   | LINEAR                      |
| 22988 Джимміхом (Jimmyhom)             | 1999 VN58            | 4 листопада 1999  | Сокорро (Нью-Мексико)                   | LINEAR                      |
| 22989 Лоріскопп (Loriskopp)            | 1999 VY61            | 4 листопада 1999  | Сокорро (Нью-Мексико)                   | LINEAR                      |
| 22990 Метбреннер (Mattbrenner)         | 1999 VA62            | 4 листопада 1999  | Сокорро (Нью-Мексико)                   | LINEAR                      |
| 22991 Джефрейклус (Jeffreyklus)        | 1999 VX62            | 4 листопада 1999  | Сокорро (Нью-Мексико)                   | LINEAR                      |
| 22992 Сьюзенсміт (Susansmith)          | 1999 VR65            | 4 листопада 1999  | Сокорро (Нью-Мексико)                   | LINEAR                      |
| 22993 Аферрарі (Aferrari)              | 1999 VX65            | 4 листопада 1999  | Сокорро (Нью-Мексико)                   | LINEAR                      |
| 22994 Воркмен (Workman)                | 1999 VH66            | 4 листопада 1999  | Сокорро (Нью-Мексико)                   | LINEAR                      |
| 22995 Алленджейнс (Allenjanes)         | 1999 VM67            | 4 листопада 1999  | Сокорро (Нью-Мексико)                   | LINEAR                      |
| 22996 Де Бу (De Boo)                   | 1999 VP70            | 4 листопада 1999  | Сокорро (Нью-Мексико)                   | LINEAR                      |
| (22997) 1999 VT70                      | 1999 VT70            | 4 листопада 1999  | Сокорро (Нью-Мексико)                   | LINEAR                      |
| 22998 Волтімаєр (Waltimyer)            | 1999 VY70            | 4 листопада 1999  | Сокорро (Нью-Мексико)                   | LINEAR                      |
| 22999 Іризаррі (Irizarry)              | 1999 VS81            | 5 листопада 1999  | Сокорро (Нью-Мексико)                   | LINEAR                      |
| (23000) 1999 VU87                      | 1999 VU87            | 7 листопада 1999  | Сокорро (Нью-Мексико)                   | LINEAR                      |

| ← Астероїди 20001—30000 → |             |             |             |             |             |             |             |             |             |
| 20001—20100               | 21001—21100 | 22001—22100 | 23001—23100 | 24001—24100 | 25001—25100 | 26001—26100 | 27001—27100 | 28001—28100 | 29001—29100 |
| 20101—20200               | 21101—21200 | 22101—22200 | 23101—23200 | 24101—24200 | 25101—25200 | 26101—26200 | 27101—27200 | 28101—28200 | 29101—29200 |
| 20201—20300               | 21201—21300 | 22201—22300 | 23201—23300 | 24201—24300 | 25201—25300 | 26201—26300 | 27201—27300 | 28201—28300 | 29201—29300 |
| 20301—20400               | 21301—21400 | 22301—22400 | 23301—23400 | 24301—24400 | 25301—25400 | 26301—26400 | 27301—27400 | 28301—28400 | 29301—29400 |
| 20401—20500               | 21401—21500 | 22401—22500 | 23401—23500 | 24401—24500 | 25401—25500 | 26401—26500 | 27401—27500 | 28401—28500 | 29401—29500 |
| 20501—20600               | 21501—21600 | 22501—22600 | 23501—23600 | 24501—24600 | 25501—25600 | 26501—26600 | 27501—27600 | 28501—28600 | 29501—29600 |
| 20601—20700               | 21601—21700 | 22601—22700 | 23601—23700 | 24601—24700 | 25601—25700 | 26601—26700 | 27601—27700 | 28601—28700 | 29601—29700 |
| 20701—20800               | 21701—21800 | 22701—22800 | 23701—23800 | 24701—24800 | 25701—25800 | 26701—26800 | 27701—27800 | 28701—28800 | 29701—29800 |
| 20801—20900               | 21801—21900 | 22801—22900 | 23801—23900 | 24801—24900 | 25801—25900 | 26801—26900 | 27801—27900 | 28801—28900 | 29801—29900 |
| 20901—21000               | 21901—22000 | 22901—23000 | 23901—24000 | 24901—25000 | 25901—26000 | 26901—27000 | 27901—28000 | 28901—29000 | 29901—30000 |